# Life as a House
Life as a House is een dramafilm uit 2001 van Irwin Winkler. De hoofdrollen zijn voor Kevin Kline, Hayden Christensen, Kristin Scott Thomas en Jena Malone.
De film gaat over een man die lijdt aan terminale kanker (Kevin Kline), die probeert om de relatie met zijn aan drugs verslaafde zoon (Hayden Christensen) te herstellen.

## Verhaal
George Monroe (Kevin Kline) is gescheiden en woont in een mooi huis aan een meer. Na 20 jaar wordt hij ontslagen als ontwerper bij een architectenbureau, kort nadat hij te horen krijgt dat hij lijdt aan terminale kanker. Nu hij beseft dat hij nog maar kort te leven heeft, wil hij zijn langgekoesterde droom, een nieuw huis bouwen op de plaats van het oude, verwezenlijken. Daarvoor heeft hij de hulp nodig van zijn aan drugs verslaafde zoon (Hayden Christensen), waar hij weinig contact mee heeft. George hoopt dat hun relatie herstelt als ze wat dichter bij elkaar in de buurt zijn door samen aan het huis te bouwen. Al snel blijkt dat het contact tussen beiden verbetert; ook Sams moeder Robin en zijn eerste liefde Alyssa helpen mee. Net voor zijn dood kijkt George tevreden terug op wat hij gerealiseerd heeft: "Ik heb een nieuwe leven gebouwd!"

## Rolverdeling
| Acteur               | Personage     |
| -------------------- | ------------- |
| Hoofdrollen          |               |
| Kevin Kline          | George Monroe |
| Hayden Christensen   | Sam Monroe    |
| Kristin Scott Thomas | Robin Kimball |
| Jena Malone          | Alyssa Beck   |
| Bijrollen            |               |
| Mary Steenburgen     | Colleen Beck  |
| Mike Weinberg        | Adam Kimball  |
| Scotty Leavenworth   | Ryan Kimball  |

## Achtergrond
De film is opgenomen in het pittoreske Rancho Palos Verdes, Californië en draagt een dramatische sfeer vanwege de vele kustscènes en zonsondergangen.